# 660호대 증기 기관차
660호대 증기 기관차는 대한민국에서 운행한 협궤 증기 기관차이다. 1937년 일본의 기샤가이샤(汽車會社)에서 제작한 것을, 1944년에 백무선의 개통과 함께 목재를 수송하는 목적으로 수입하여 운용하였다.